# Лопань

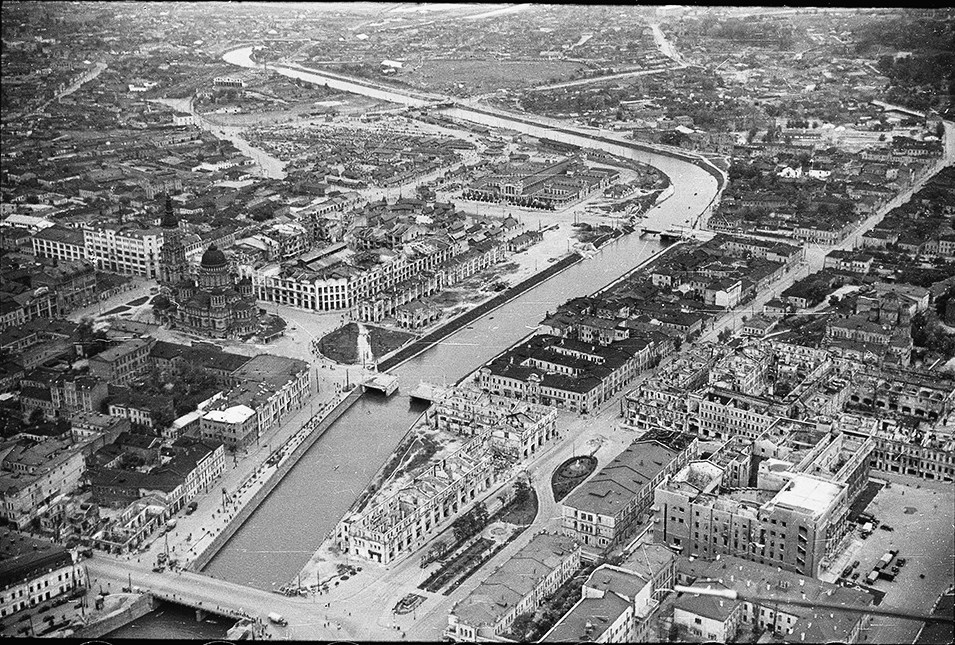
Лопань в 1941 году

Ло́пань (укр. Ло́пань, Книга Большому Чертежу — Лопина) — река в Харьковской области Украины и Белгородской области России, левый (самый крупный) приток реки Уды.

## Описание
Длина реки более 93 км, площадь водосборного бассейна — 2000 км². Исток реки расположен выше сёл Весёлая Лопань и ниже Угрима Белгородской области.
На реке расположены посёлки городского типа Октябрьский, Казачья Лопань, город Дергачи, а на месте слияния с рекой Харьков расположен город Харьков.
Расход воды в 17 км от устья составляет 2,24 м³/с. Река Лопань впадает в реку Уды в 52 км от её устья.
У посёлка Октябрьский, Белгородской области РФ на Лопани имеется крупное озеро площадью 70 га и объёмом воды 2,44 млн м³. Уклон реки 0,89 м/км. Русло реки Лопань изредка делится на рукава, образуя острова. Ширина русла от 1 до 20 метров, глубина от 0,3 до 1 метра. В период весеннего половодья река поднимается на 1,5 — 2 метра. Скорость течения 0,2 — 0,3 м/с, на отдельных участках до 0,8 м/с. Берега реки низкие, в пределах г. Харькова обвалованы или облицованы гранитом, и русло углублено. Питание реки в основном снеговое. В декабре и январе река промерзает до дна.

## Географические и исторические факты
- В Харькове сливаются три достаточно крупных реки — Харьков, Лопань, Уды, — и при этом более полноводная река всегда впадает в меньшую. Харьков, собирающая воду с 1160 км², впадает в Лопань, которая к месту слияния имеет водосбор 840 км². Вскоре обе реки с общей площадью сбора воды 2000 км² впадают в Уды, которая к месту впадения Лопани собирает воду всего с 1100 км²[7]. Это хорошо видно со спутника: широкая Лопань на Карачёвке впадает в узкие Уды.
- От Весёлой Лопани до Харькова на расстоянии около 85 км по берегам реки идёт практически сплошная Белгородско-Харьковская агломерация, частично (на территории Украины) входящая в Харьковскую — более 33-х населённых пунктов, практически переходящих друг в друга; из них два города — Дергачи и Харьков[8].
- Согласно «Топографическому описанию Харьковского наместничества» 1785 года, Лопань — третья по длине из 33-х речек Харьковского округа (течёт 39 вёрст по его территории)[9].
- Не всегда однозначно считалось, что на Лопанской стрелке река Харьков впадает в Лопань, а не наоборот.

Например, на карте XVIII века 1787 года из «Атласа Харьковского наместничества» Харьков — приток Лопани, а на другом варианте той же карты того же года того же месяца мая, только повёрнутом на 90 град., уже Лопань — приток Харькова.
- Споры о том, какая река течёт от стрелки: Лопань или Харьков, иногда приводили к появлению альтернативных названий реки.

Так, московский географ Харитон Чеботарёв в «Описании Российской империи» 1776 года пишет, что «Лопань… по соединении с рекою Харьковым, под именем Основы, течет в реку Уды…».
Также согласно рапортам Основянского волостного правления в уездную полицейскую управу 1864 года, на Основе протекает «река Харьковско-Лопанская» с «объединённым» названием.
- Первое упоминание реки в дошедших до нас письменных источниках, согласно историку И. Е. Саратову, в первой редакции Большого Чертежа после 1556 года[11].

## Этимология
- Происхождение названия реки таково: Лопань — древнее славянское слово, означает «бьющая наружу, прорывающаяся вода» либо «колодец на болоте»[12]. Согласно В. И. Далю, это «колодезь на топи, на болоте» (донское)[13].

## В топонимике
Гидроним дал названия:
- Лопанской речной пойме (между Нагорным районом Харькова и залопанскими возвышенностями (Сортировка, Лысая Гора, Холодная Гора);
- Лопанским склонам Нагорного района, обращённым к реке;
- Лопанской набережной (расположена между Благовещенским и Лопанским мостами на правом берегу реки, район Залопань, и между Лопанским и вантовым мостами на Лопанской стрелке);[14]
- Лопанской улице (левый берег, Дзержинский район, длина 500 м);[15]
- Лопанскому переулку (район Залопань);[16]
- Большому Лопанскому мосту между ул. Екатеринославской и Павловской площадью;
- Лопанской стрелке рек Лопань и Харьков;
- Лопанской плотине (находится ниже Москалёвки);[17]
- Району города Залопань;
- Весёлая Лопань — селу в Белгородской области;
- Казачья Лопань — посёлку в Харьковской области.

## Объекты на реке Лопань
Объекты на реке Лопань (от истока к устью)
| Страна       | Область              | Расст. от устья, км | Расст. от истока, км | Название            | Тип               | Примечание                    |
| ------------ | -------------------- | ------------------- | -------------------- | ------------------- | ----------------- | ----------------------------- |
| Флаг России  | Белгородская         | 93                  | 0                    | пос. Весёлая Лопань | исток             |                               |
| Флаг России  | Белгородская         | 91                  | 2                    | Октябрьский         | посёлок гор. типа |                               |
| Флаг Украины | Харьковская          | 65                  | 28                   | Казачья Лопань      | посёлок гор. типа | ← среднегод. расход 0,53 м³/с |
| Флаг Украины | Харьковская          | 29                  | 64                   | Дергачи             | город             |                               |
| Флаг Украины | Харьковская          | 21                  | 72                   | Лозовенька          | левый приток      | длина 16 км, бассейн 77 км²   |
| Флаг Украины | Харьковская          | 17                  | 76                   | г. Харьков          | город             | ← среднегод. расход 2,24 м³/с |
| Флаг Украины | город Харьков, центр | 10                  | 83                   | р. Харьков          | левый приток      | длина 71 км, бассейн 1160 км² |
| Флаг Украины | город Харьков        | 0                   | 93                   | Карачевка           | устье             | в 52 км от устья р. Уды       |

## Течение реки

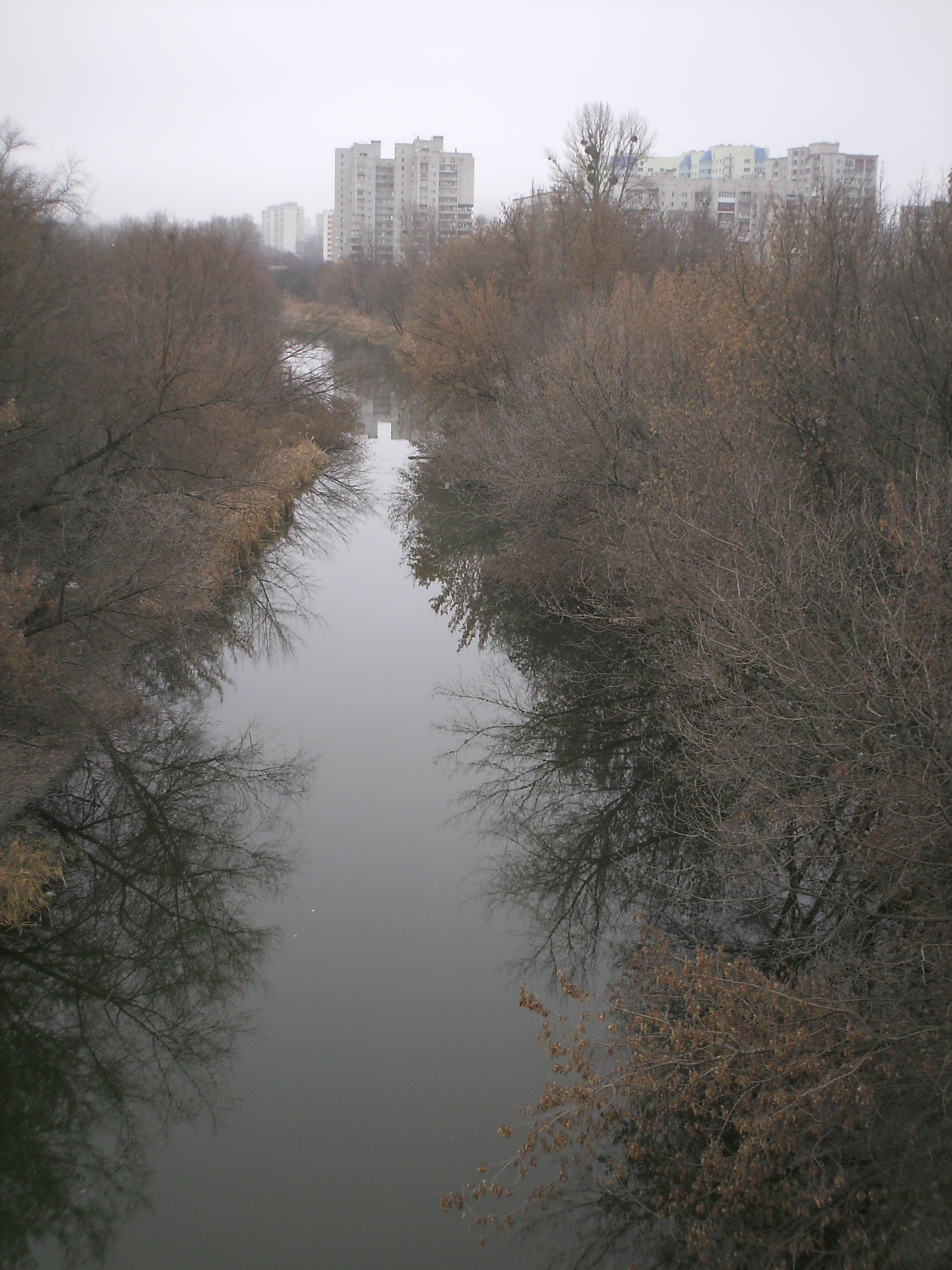
Лопань выше моста улицы 8-го Марта
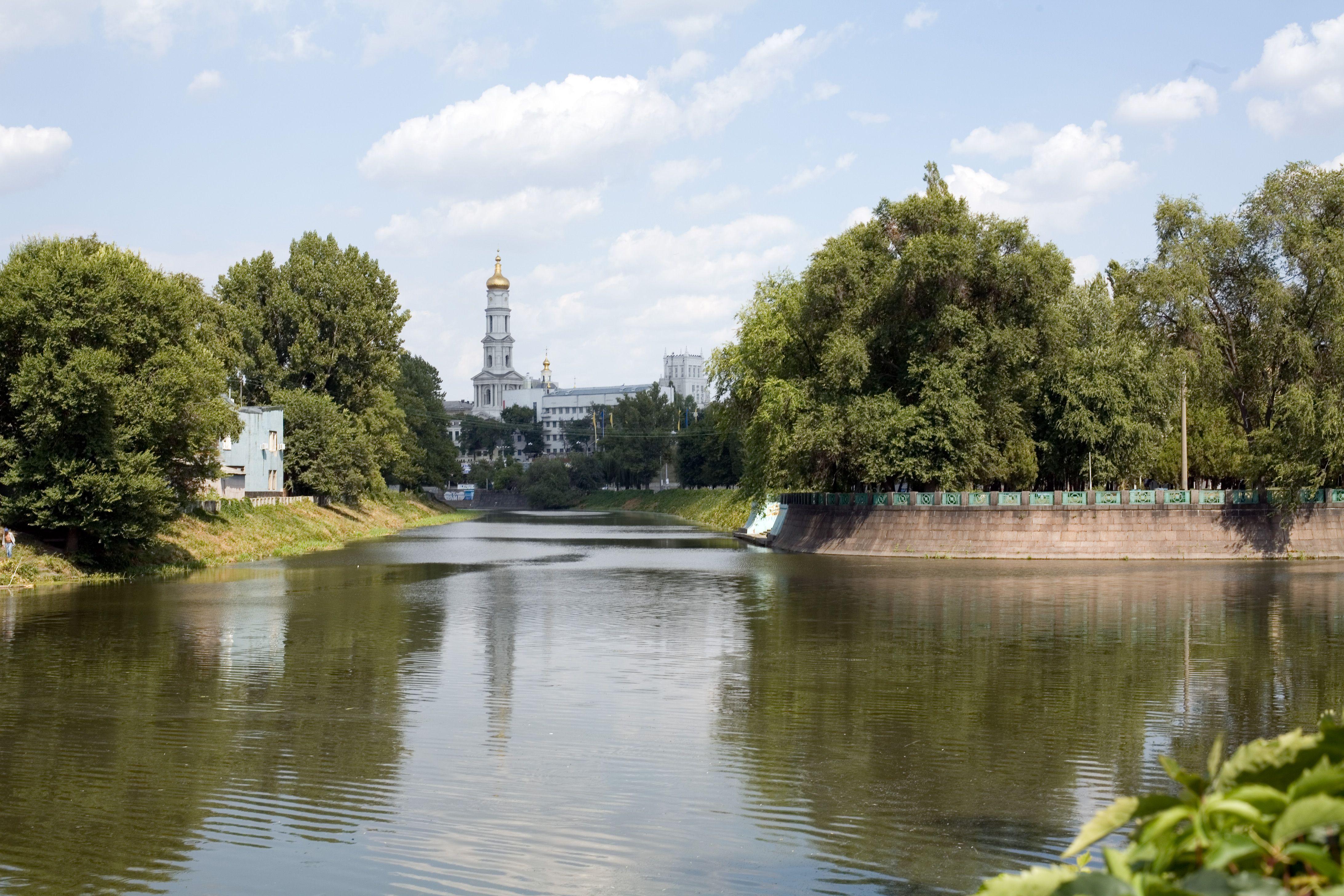
Лопанская стрелка — слияние рек Харьков (справа) и Лопань (слева)
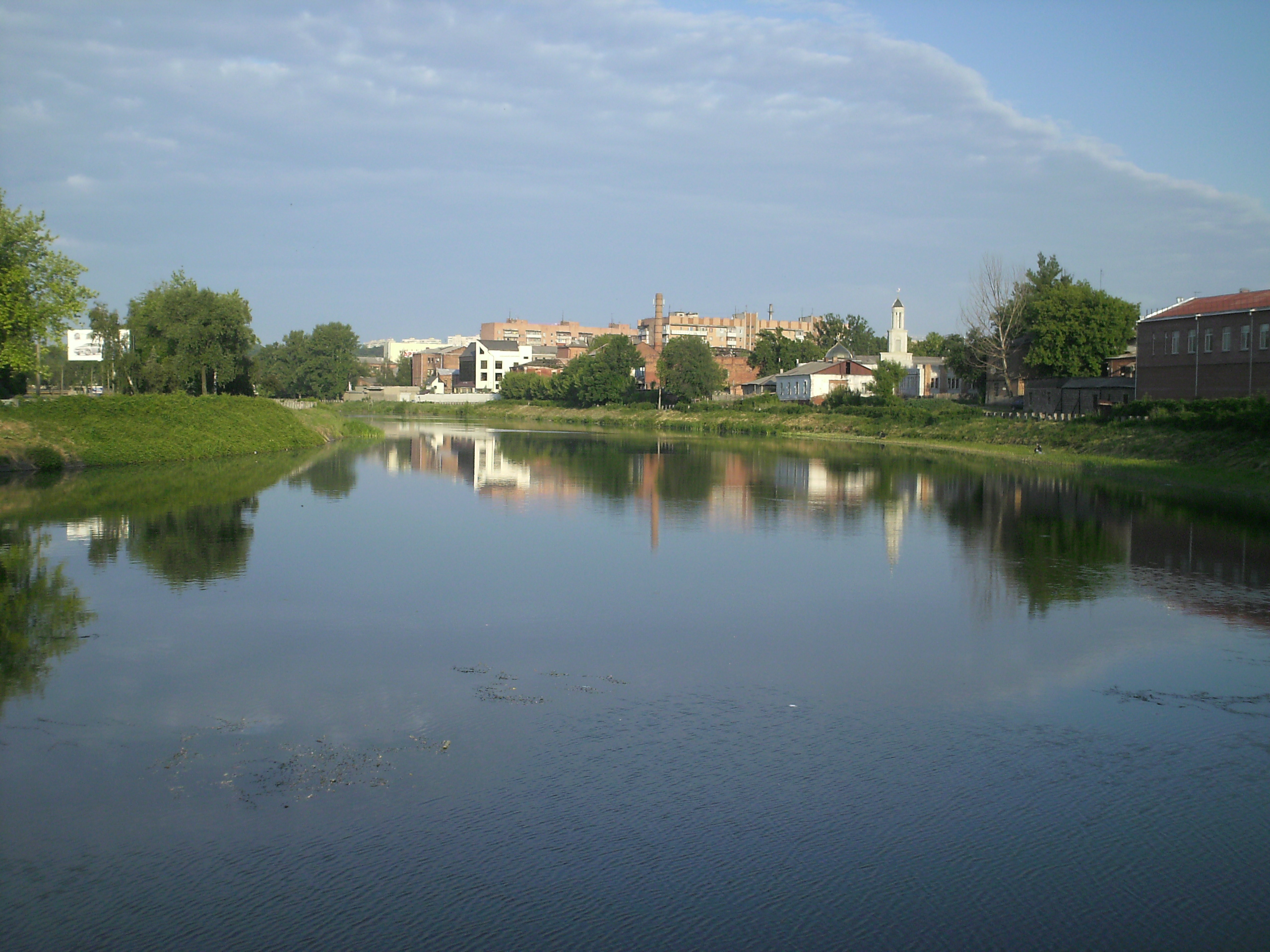
Между Лопанской стрелкой и Гончаровской плотиной
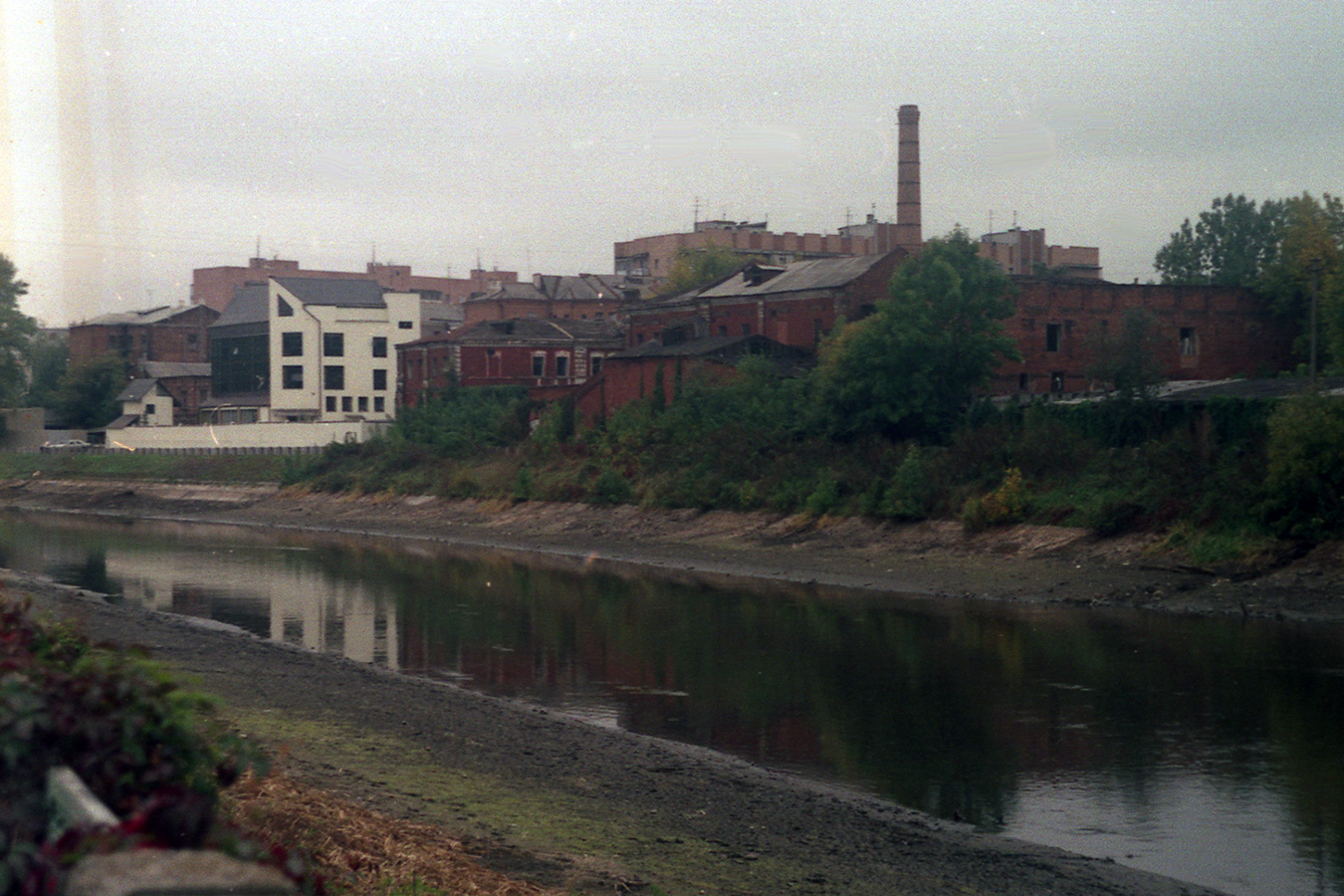
Лопань перед плотиной обмелевшая осенью 2004
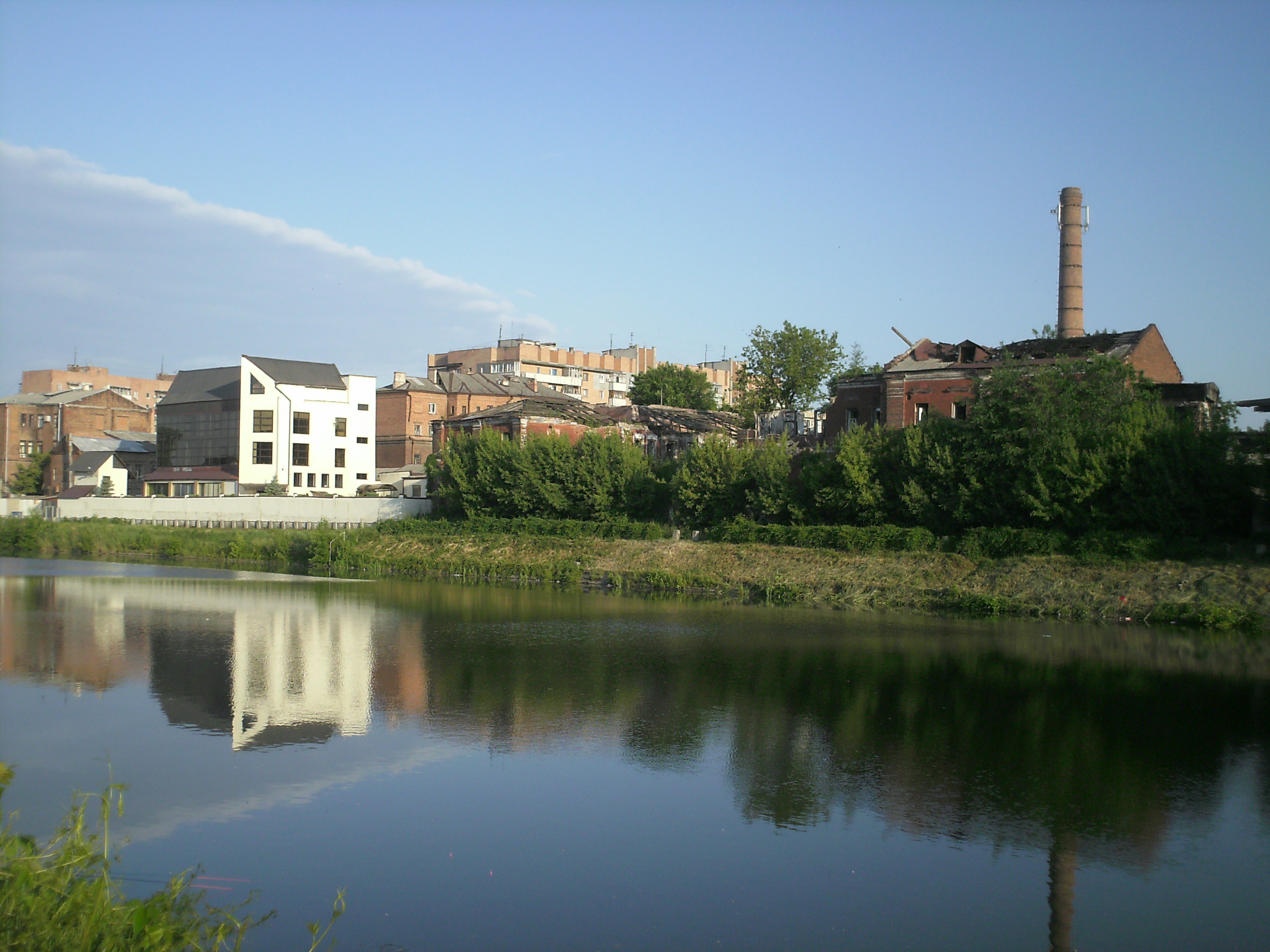
Лопань перед плотиной полноводная летом 2008
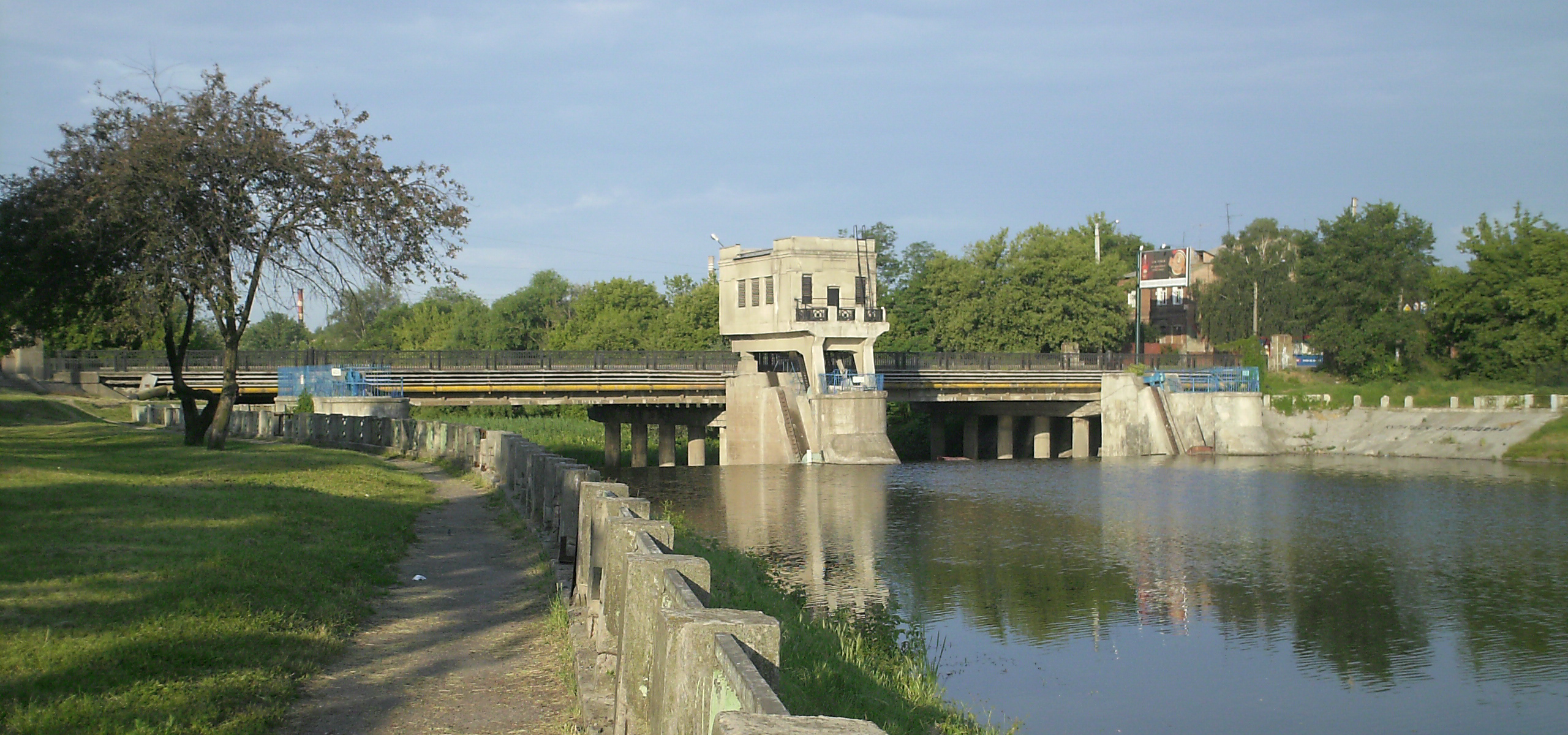
Гончаровская плотина (1934 год)
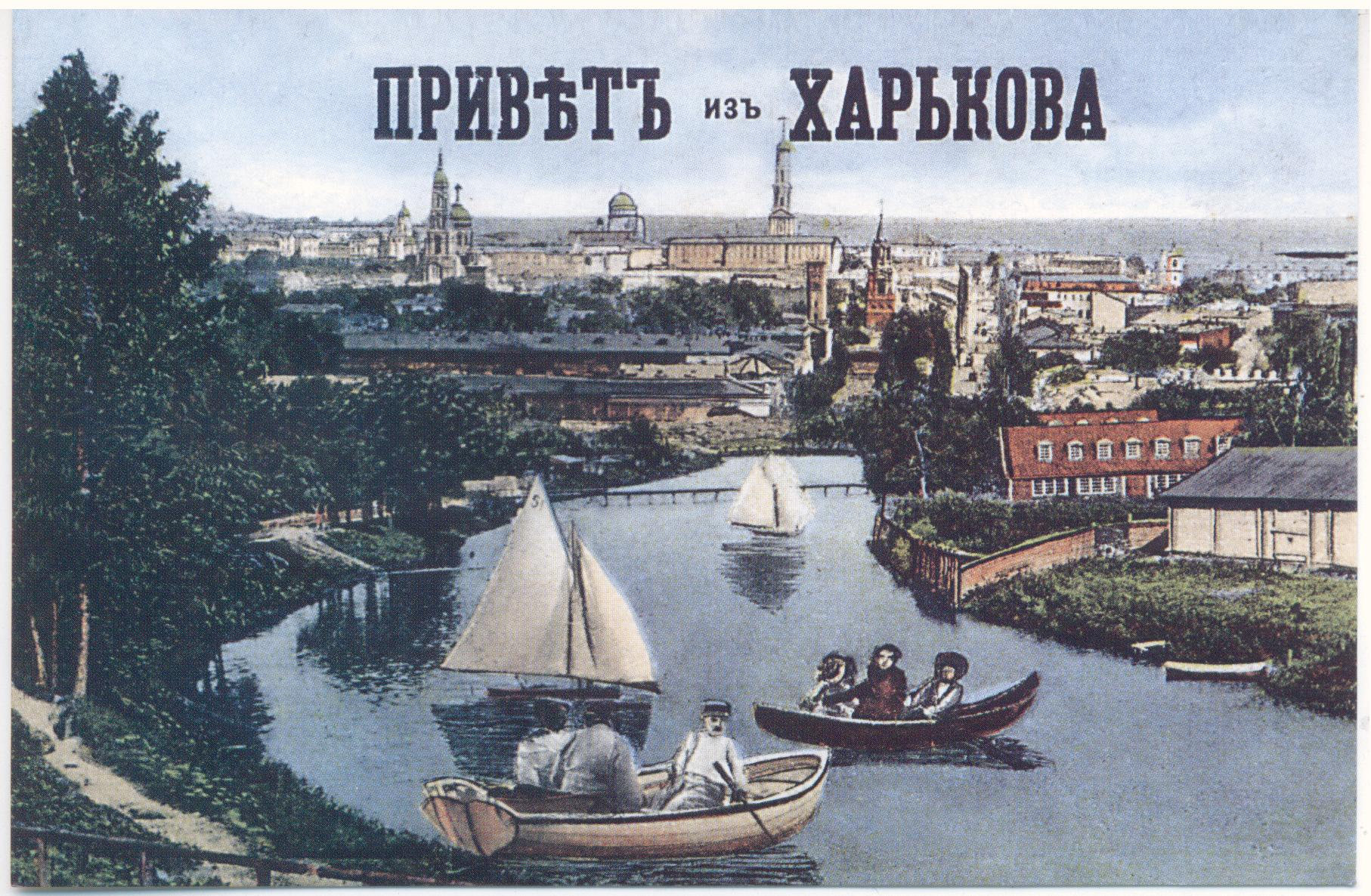
Лопань на открытке 1910-х: слева Новосёловка, справа Москалёвка
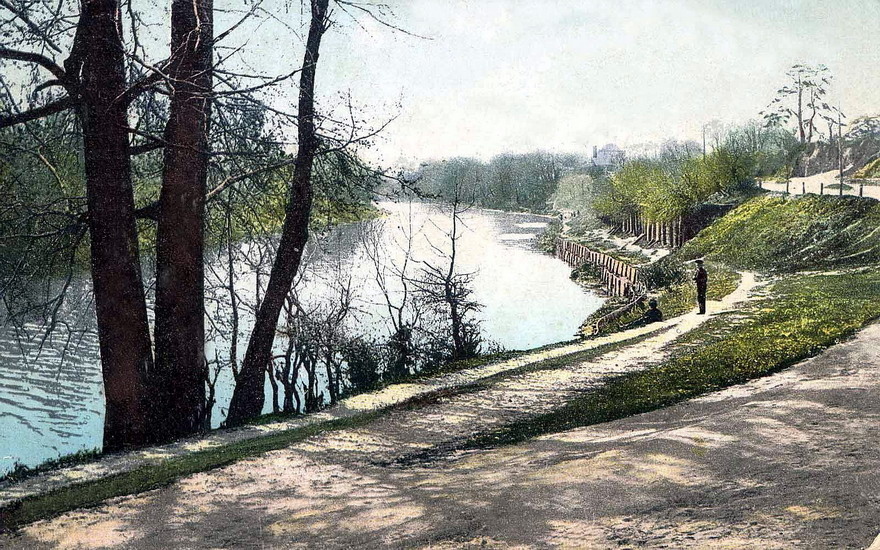
Лопань после плотины, вид против течения
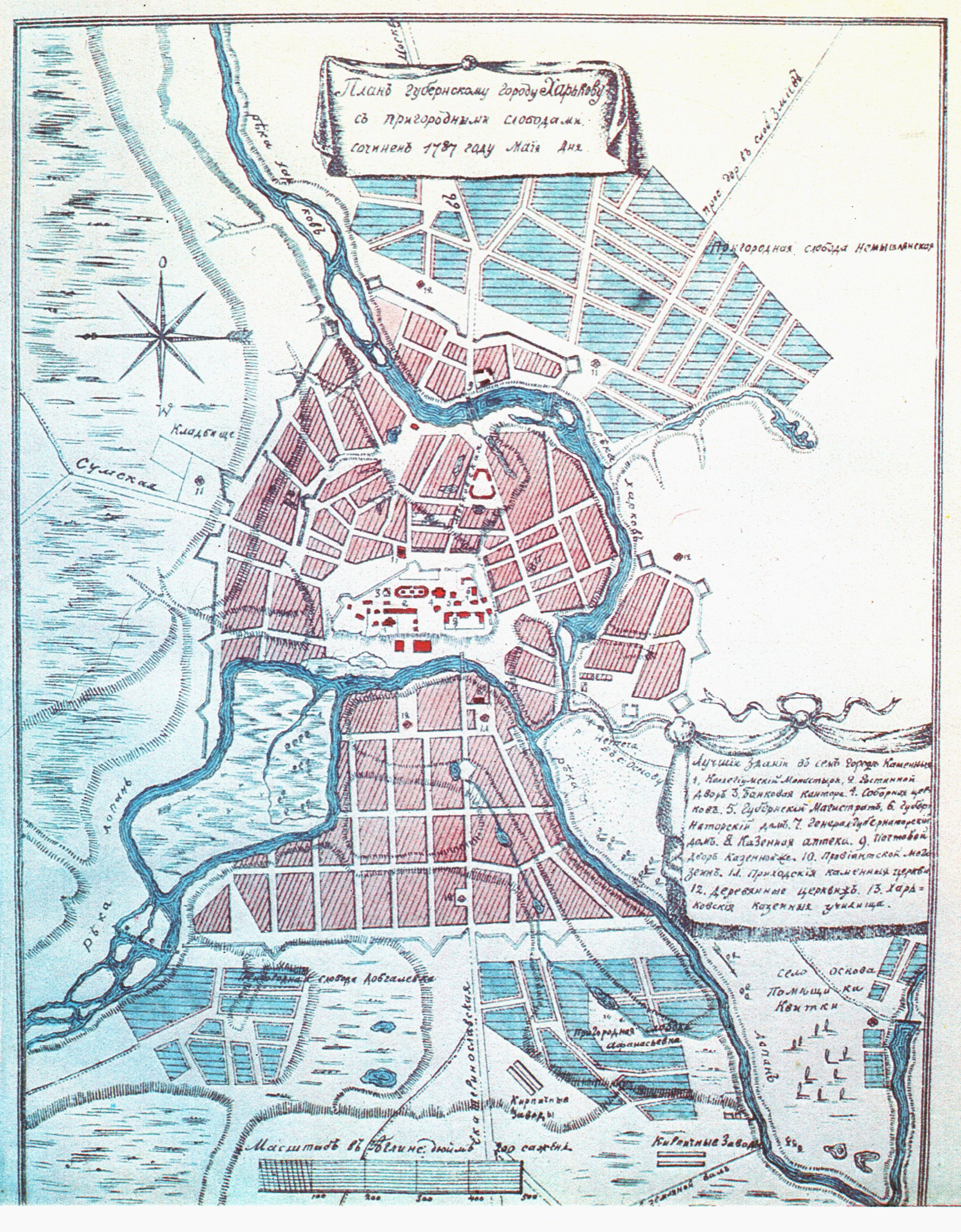
Река Харьков на плане 1787 года впадает в Лопань
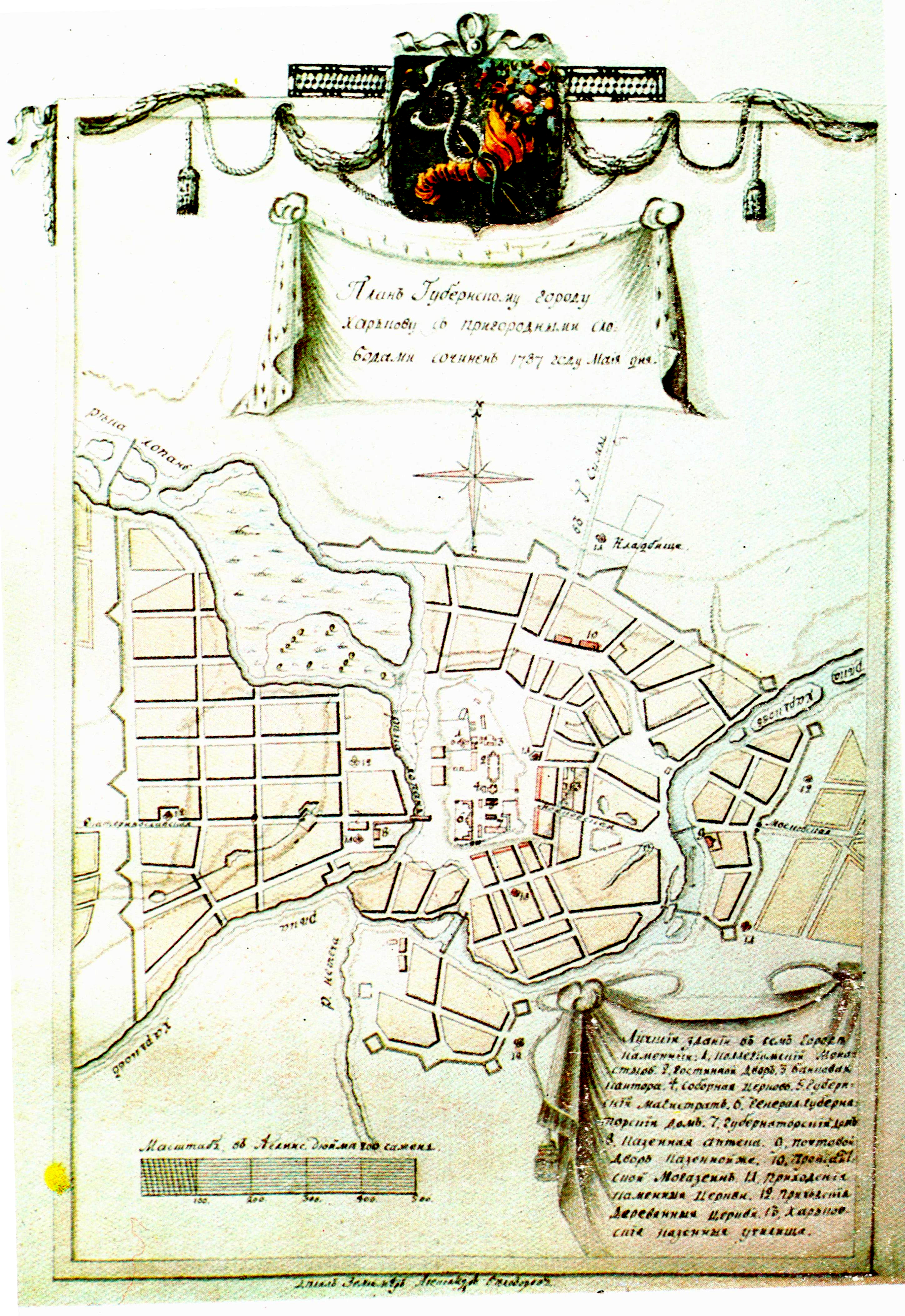
Лопань на другом плане того же года впадает в Харьков
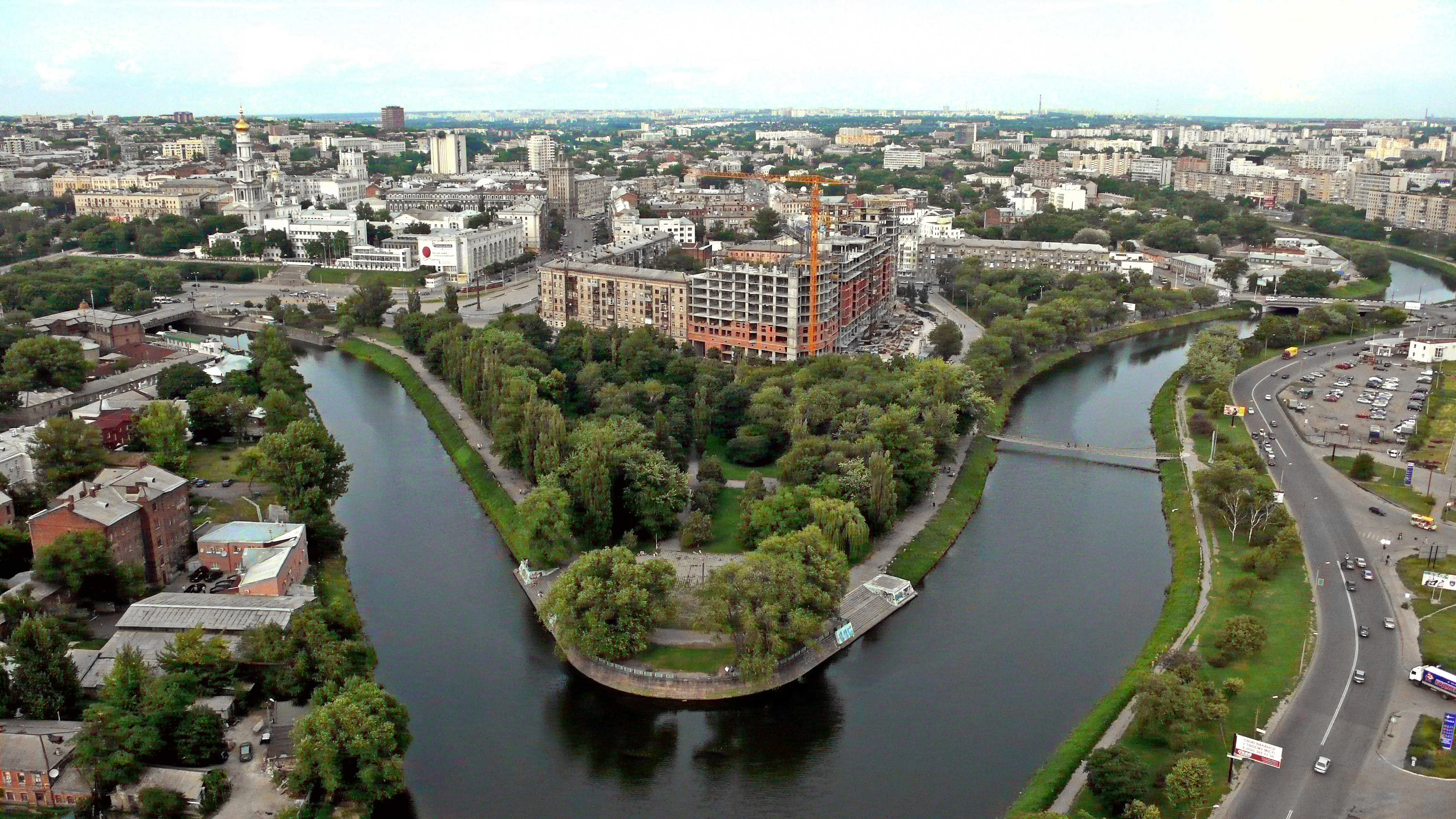
Лопанская стрелка. Слева — Лопань, справа — Харьков.